# Karakorum (romváros)

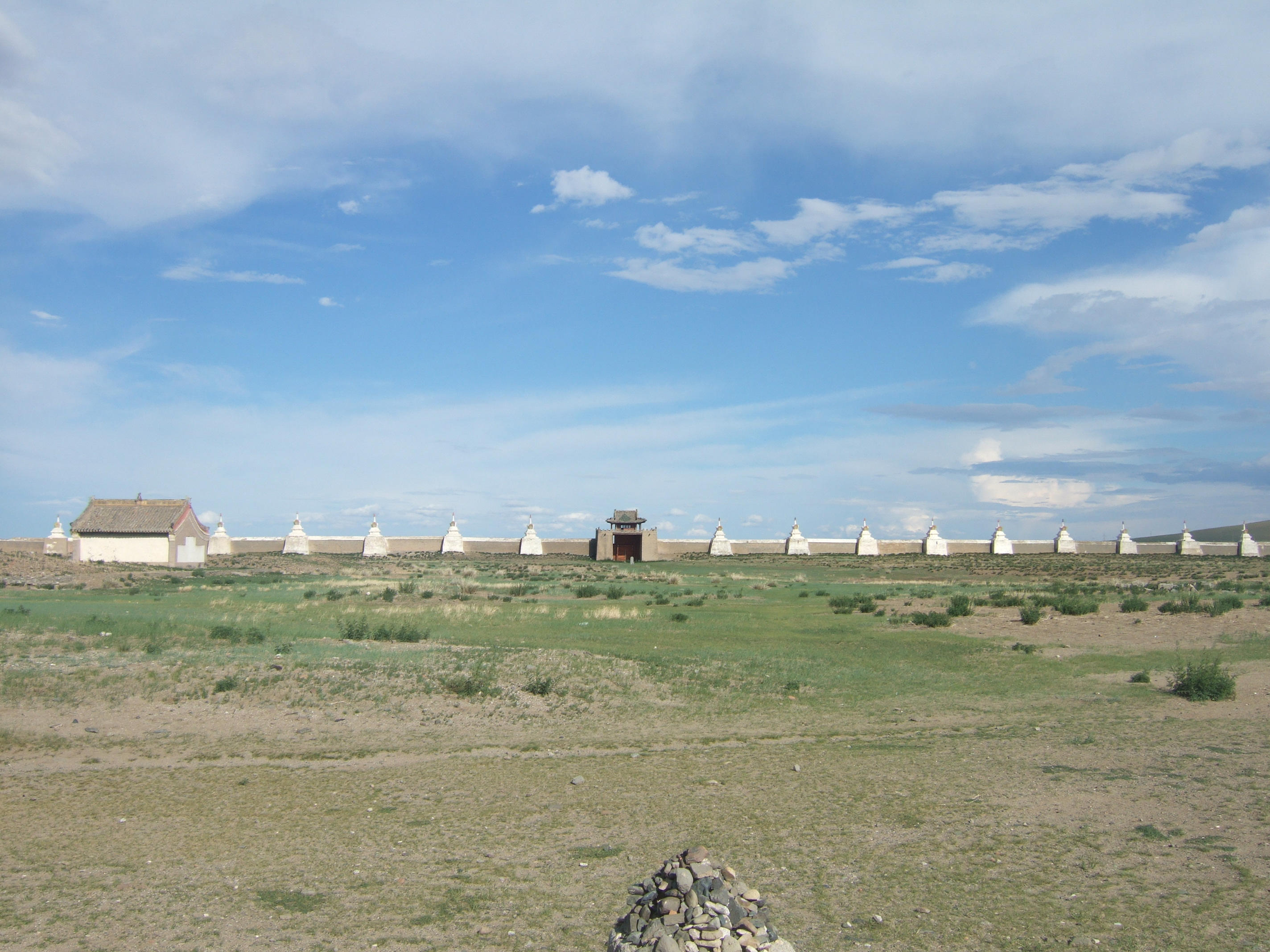
Az Erdeni Dzú buddhista kolostor

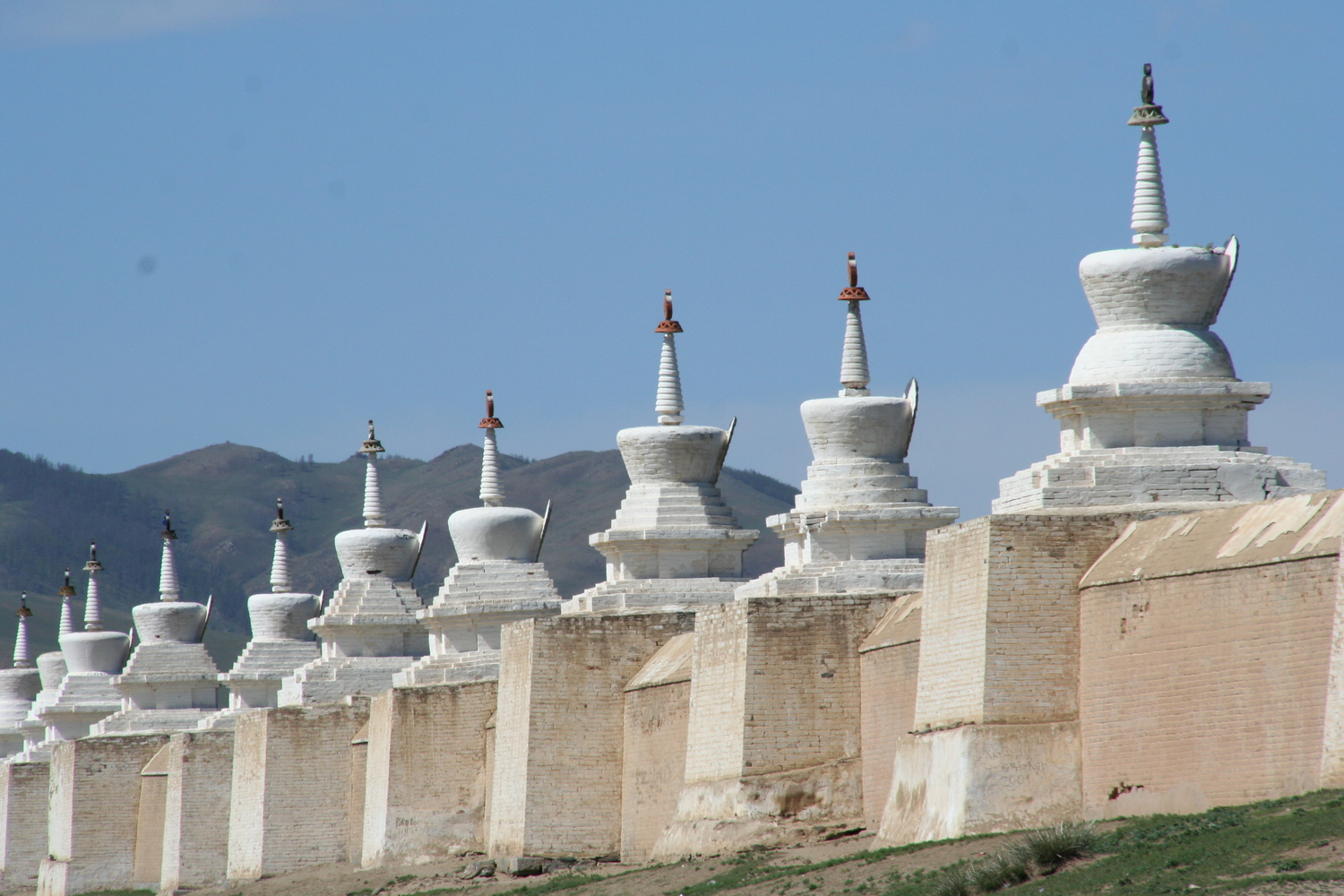
Sztúpák az Erdeni Dzú kolostor környékén Karakorumban

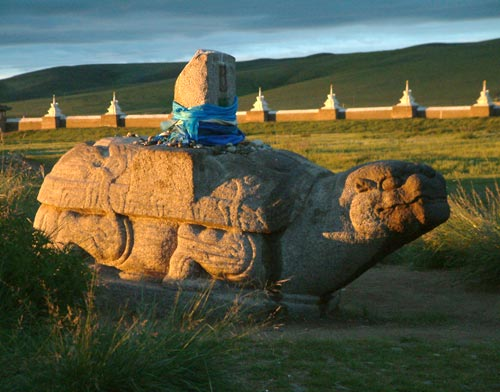
Kőteknős

Karakorum a Mongol Birodalom fővárosa volt a 13. században a birodalom alapításának idején körülbelül 30 évig, majd a 14. század végén Északi Jüan fővárosa. Romjai Mongólia Övörhangaj megyéjének (ajmag) északnyugati sarkában, a mai Harhorin mellett fekszenek, az Erdeni Dzú buddhista kolostoregyüttes közelében. Együtt az Orhon-völgyi kultúrtáj világörökségének részét képezik.

## Történelem

### Alapítás
Az Orhon völgye korábban már - más-más korokban - központja volt a hsziungnuk, göktürkök és ujgurok birodalmának is. A göktürkök hitvilágának központi eleme, az Ötüken kiemelt szerepet kölcsönzött a közeli Hangáj-hegységnek, illetve az ujgur főváros, Harbaglan a későbbi Karakorum helyétől nem messze helyezkedett el. A terület valószínűleg egyike a legrégebben művelés alá vontaknak Mongóliában.
1218-19-ben Dzsingisz kán egy „Karakorum”-nak nevezett helyen gyűjtötte össze csapatait a Hvárezmi Birodalom ellen folytatandó hadjáratra, de a város tényleges megalapítására csak 1220-ban került sor. 1235-ig Karakorum aligha volt több, mint kis jurtaváros, bár Dzsingisz hvárezmi háborúja idején, Szamarkand elfoglalása után áttelepítette az ottani kézműveseket a térségbe. Utódja, Ögödej kán, miután legyőzte a Csin (Jin) birodalmat, falakat emeltetett és palotát építtetett.

### Gazdagsága
Ögödej és utódai alatt a világpolitika alakításának fontos helyszínévé lett a város. Möngke kán kibővíttette a palotát, és uralkodása alatt fejezték be a nagy sztúpatemplom építését is.

#### Willelmus Rubruk
Willelmus Rubruk flamand ferences rendi misszionárius volt, akit a pápa a mongolokhoz küldött követségbe, 1254-ben érte el Karakorumot. Ő hagyta az utókorra a legrészletesebb, noha nem mindig túl hízelgő beszámolót a városról. Megítélése szerint a székhely még a Párizs melletti Saint-Denis-vel való összehasonlításban is alulmarad, a nevezett falu kolostora szerinte van tízszer olyan fontos, mint a kán palotája. Másrészt viszont a várost mint „nagyvilágias” és a vallási különbségeket toleráló helyet festette le, és az ezüst fa, melyet Möngke kán palotájának díszeként ábrázol, Karakorum szimbóluma lett. Leírása szerint a fallal körülvett városnak négy kapuja volt a négy égtáj felé, két negyedben tartós anyagokból épült hajlékok álltak - a „szaracénok” (muszlimok) és a „katájok” (kínaiak) negyedében -, illetve a városban tizenkét pogány templom mellett két mecsetet és egy nesztoriánus templomot is talált.

### A későbbi időkben
Amikor Kubiláj kán - öccsével, Arig Bökével viszálykodván - magáénak követelte a Mongol Birodalom trónját 1260-ban, Sangtuba (Shangdu) költöztette fővárosát, később pedig Tatuba (Dadu avagy Kanbalik, a mai Peking). A Jüan-dinasztia (Yuan) 1271-es megalapításával Karakorumból vidéki jelentőségű, stagnáló közigazgatási központ vált. Ráadásul az Arig Böke és később Kaidu ellen vívott háborúk súlyos csapást jelentettek a városra. 1260-ban Kubilaj megsemmisítette a város gabonatartalékait, 1277-ben pedig Kaidu foglalta el Karakorumot, ám a következő évben a jüani csapatok már ki is verték őket. 1298-99-ben Ulusz-Böke herceg kifosztotta a piacokat és a magtárakat. Azonban a 14. század első fele másodszorra is gazdagságot hozott a városba: 1299-ben kelet felé kibővítették, és 1311-ben, majd 1342-től 1346-ig újra felújították a sztúpatemplomot (amelynek neve ezután Hszingjüanko (興元閣 Xingyuange), „a Jüan felemelkedésének pavilonja”).

### Romlás
A Jüan-dinasztia 1368-ban bekövetkezett összeomlása után, 1370-ben Karakorum Biligtü kán szálláshelye lett. 1388-ban a Hszü Ta (Xu Da) vezette Ming csapatok elfoglalták és lerombolták a várost. Saghang sečen Erdeni-yin Tobči című műve szerint a kurultaj (a mongol és türk fejedelmek és kánok politikai-katonai tanácsa) 1415-ben az újjáépítése mellett döntött, de mindeddig nem került elő régészeti bizonyíték, mely egy ilyen vállalkozást alátámasztana. Mindazonáltal Karakorum lakott település volt a 16. század elején, amikor Batumöngke Dajan kán újra fővárossá tette. A következő időszakban aztán a város sokszor gazdát cserélt az ojrátok és a dzsingiszidek (vagy másképpen: a tümet Altan és a csahar Ligdan kán) harcai közepette, míg végül teljesen elnéptelenedett.

## Régészeti feltárás

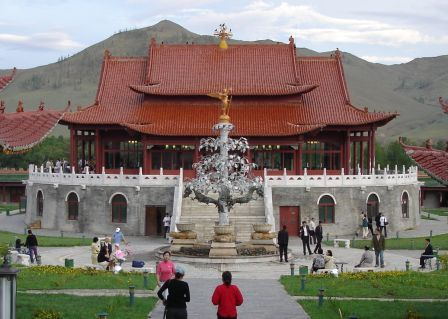
Az ezüstfaszökőkút Karakorumban (modern rekonstrukció)

1585-ben a halha-mongol Abataj kán az egykori Karakorum mellett építtette fel a tibeti buddhista Erdeni Dzú kolostort. Az építkezéshez bőségesen felhasználtak a romokból kinyert építőanyagokat.
Az egykori Karakorum pontos földrajzi elhelyezkedése sokáig nem volt ismert. Az első feltételezések, melyek szerint Karakorum az Erdeni Dzú közelében terülhetett el, már a 18. században is ismertek voltak, de a 20. századig vita folyt arról, Harabalgan romjai tulajdonképpen nem Karakoruméi-e (is). 1889-ben az egykori mongol főváros helyét egyértelműen azonosította Nikolaj Jadrincev, aki ugyanezen expedíció során az orhon írást is felfedezte. Jadrincev eredményeit Wilhelm Radloff turkológus is megerősítette.
Az első ásatásokra 1933-34-ben került sor, D. Bukinics vezetésével. Az 1948-49-es szovjet-mongol ásatások után a vezető, Szergej Kiszeljov arra a következtetésre jutott, hogy megtalálta Ögödej palotájának romjait, azonban ezt megkérdőjelezik a 2000 és 2004 között lefolytatott német-mongol feltárások eredményei, amelyek inkább a nagy sztúpatemplomot valószínűsítik.
Az ásatások kövezett utakat, néhány tégla- és számos vályogépületet, padlófűtő rendszereket, fűthető fekhelyeket (kang) tártak fel, továbbá bizonyítékát annak, hogy a városban rezet, aranyat, ezüstöt, vasat (beleértve vas kerékagyakat), üveget, drágaköveket, csontot és nyírfakérget dolgoztak és használtak fel, nem beszélve a Kínából és Közép-Ázsiából származó kerámia és pénzérmék leleteiről. Négy égetőkemencét is feltártak.

## Ma
Cahiagín Elbegdordzs miniszterelnök 2004-ben szakértőkből álló munkacsoportot állított fel a célból, hogy az ősi főváros helyén új város építését szervezzék meg. Távlati célja egy olyan példaszerű város megtervezése volt, amely majd Mongólia új fővárosa lehet. Lemondása, illetve Mijegombo Enhbold miniszterelnökké választása után a projektet elvetették.